# Ingeborg-Bachmann-Preis 2005
Der Ingeborg-Bachmann-Preis 2005 war der 29. Wettbewerb um den Literaturpreis im Rahmen der Tage der deutschsprachigen Literatur. Die Veranstaltung fand vom 22. bis 26. Juni 2005 im Klagenfurter ORF-Theater des Landesstudios Kärnten statt.
Die von Burkhard Spinnen eingeladene Autorin Gabriele Petricek trat von ihrer Teilnahme zurück, weil Teile ihres Beitrags gegen die Regeln des Wettbewerbs bereits vorab veröffentlicht worden waren.

## Autoren

### Erster Lesetag
- Nikolai Vogel: Plug In, eingeladen von Norbert Miller
- Julia Schoch: Der Ritt durch den Feind, eingeladen von Iris Radisch
- Susanne Heinrich: Die Frage wer anfängt, eingeladen von Heinrich Detering
- Saša Stanišić: Was wir im Keller spielen ..., eingeladen von Ilma Rakusa
- Kristof Magnusson: Zuhause, eingeladen von Klaus Nüchtern
- Helmut Kuhn: Aus Der Savant (Arbeitstitel), eingeladen von Norbert Miller
- Natalie Balkow: Oben, wo nichts mehr ist, eingeladen von Klaus Nüchtern

### Zweiter Lesetag
- Christoph Simon: Planet Obrist, eingeladen von Martin Ebel
- Martina Hefter: Noch auf dem Bahnsteig ..., eingeladen von Ursula März
- Gerhild Steinbuch: Ins Wasser schlachten., eingeladen von Daniela Strigl
- Barbara Bongartz: Karpfen grün, eingeladen von Ilma Rakusa
- Anne Weber: Auszug, eingeladen von Ursula März
- Anna Kim: Das Archiv, eingeladen von Daniela Strigl
- Klaus Böldl: ein Versuch (Auszüge), eingeladen von Heinrich Detering

### Dritter Lesetag
- Thomas Lang: Am Seil, eingeladen von Burkhard Spinnen
- Sabine Schiffner: Kindbettfieber, eingeladen von Martin Ebel
- Eva von Schirach: Susi Voss, eingeladen von Iris Radisch

## Juroren
- Heinrich Detering
- Martin Ebel
- Ursula März
- Norbert Miller
- Klaus Nüchtern
- Iris Radisch (Juryvorsitz)
- Ilma Rakusa
- Burkhard Spinnen
- Daniela Strigl

## Preisträger
- Ingeborg-Bachmann-Preis (dotiert mit 22.500 Euro): Thomas Lang
- Preis der Jury (dotiert mit 10.000 Euro): Julia Schoch
- 3sat-Preis (7.500 Euro): Anne Weber
- Ernst-Willner-Preis (7.000 Euro): Natalie Balkow
- Kelag-Publikumspreis (dotiert mit 5.000 Euro): Sasa Stanisic